# Internationalis Condordia
Internationalis Condordia var ett internationellt sällskap för studier och korrespondens, grundat 1894 av professor Émile Lombard, verksamt fram till 1914.